# 海部剛史
海部 剛史（かいべ つよし、1969年2月20日 - ）は、日本の俳優。大阪府堺市出身。上宮高等学校、法政大学法学部卒業。趣味は釣り、乗馬。
大学在学中の1991年「無名塾」入塾。「令嬢ジュリー」の村人F役でデビュー。NHK朝の連続テレビ小説『やんちゃくれ』では個性的な役柄を演じて注目される。以降、テレビ・舞台・ラジオドラマ等多方面で活躍している。2008年ラジオドラマで主演、2014年公開の映画『熊野から』で主演を務めた。主演作多数。

## 出演

### テレビドラマ
- 朝の連続テレビ小説やんちゃくれ（1998 - 1999年、NHK）
- 聖徳太子 - 中臣勝海 役
- 蝉しぐれ（NHK） - 布施鶴之助 役
- レッド（東海テレビ）
- 探偵事務所5（インターネット配信）
- 芋たこなんきん（2006年） - 河原崎健介 役
- 木曜時代劇鞍馬天狗（NHK）第7回・第8回出演
- バブル（2001年、NHK） - 今田貴史 役
- 坂の上の雲（2009年 - 2011年、NHK） - 大庭二郎 役
- 火曜サスペンス劇場（日本テレビ）
  - 「追跡3 二つの生活 ふたつの愛」
  - 「小京都ミステリー26 豊後一子相伝殺人事件」 - 羽野信一 役
- 土曜ワイド劇場（テレビ朝日）
  - 「船長シリーズ7 瀬戸内・潮騒の女」 - 森山広志 役
  - 「牟田刑事官事件ファイル29 横浜〜釧路湿原」 - 森本吾郎 役
  - 「松本清張没後10年企画・疑惑」 - 田村洋治 役
  - 「温泉若おかみの殺人推理11 永平寺に殺意の哀歌」 - 中島真一 役
- 「激突!真田幸村vs．伊達政宗〜めぐりあい大坂夏の陣〜」2010年(NHK)  - 真田信繁（幸村） 役
- 万葉ラブストーリー(NHK) 第4回 春編 第2話「愛しき、古」 - 梅咲幸夫 役
- 英雄たちの選択（2014年4月3日、NHK-BS） - 真田幸村 役
- 特集ドラマ「生きたい たすけたい」（2014年3月11日、NHK） - レスキュー隊員 役
- 軍師官兵衛 - 池田和泉 役

### 舞台
- 令嬢ジュリー（1991年）
- ハロルドとモード（1992年）
- 白瀬中尉の南極探検（1993年）
- リチャード三世（1993年）
- ロフトの住人
- 人のフリン見て
- 「エンジェル・アイズ」（2007年、京都府立文化芸術会館、紀伊国屋ホール、他）
- リングストーリー
- 吉本百年物語 笑う門には、大大阪（2012年、なんばグランド花月） - 横山エンタツ 役
- 兵士のものがたり（語り）（2014年）
- 昭和六十四年一月七日（2015年）
- さよならブレーメン（2015年）

### 映画
- 熊野から（2014年） - 主演

### トーク番組
- スタジオパークからこんにちは（NHK）
- 土曜スタジオパーク（NHK）

### CM
- 「富士の湧水」2012年（イワタニ） - 湧水侍 役
- 「スモークレス焼肉グリル やきまる」（イワタニ）[3]

### ラジオ
- NHK-FMシアター「照子ちゃんの思い出」 - 主演（2008年1月19日放送）

### その他
- 子供たちと学ぶ著作権「著作権ってなに」「著作権の目的」（2010年4月） - カトウ大作 役

### インタビュー
- 映画『熊野から』主演 海部剛史〜これぞ熊野魅力ぎっしり（2014年9月6日産経新聞（関西版））